# Консерватория Гамбурга
Консерватория Гамбурга (англ. Hambourg Conservatory of Music) — частное музыкальное учебное заведение, действовавшее в Торонто в 1911—1951 гг. Было основано Михаилом Гамбургом, а после его смерти в 1916 году управлялось его сыном Борисом Гамбургом. Жена Бориса Мария была генеральным менеджером консерватории, в ней также преподавали в разное время его братья Ян и Клемент.
Основная часть истории консерватории связана со зданием по адресу 194 Wellesley Street East, куда учебное заведение въехало в 1913 году. Помимо учебных занятий оно служило репетиционной и концертной базой для камерных ансамблей, непременным участником которых был Борис Гамбург, — фортепианного Трио Гамбурга и струнного Харт-Хаус-квартета. По состоянию на 1914 год в консерватории работало 67 педагогов (в том числе 30 пианистов, 11 вокалистов и 8 скрипачей), часть из них занималась в дальнейшем в филиалах консерватории в разных районах города. В разные годы среди преподавателей консерватории были Борис Берлин, Остин Конради, Эли Спивак и другие.
Здание консерватории в настоящее время не существует, на его месте построено одно из зданий Торонтской публичной библиотеки, на котором в 2004 г. установлена посвящённая консерватории памятная доска.